# Station 19
Station 19 é uma série de televisão americana de ação-drama criada por Stacy McKee para a ABC que estreou em 22 de março de 2018. É o segundo spin-off de Grey's Anatomy (depois de Private Practice). Ambientada em Seattle, a série se concentra nas vidas dos homens e mulheres da Estação de Bombeiros de Seattle 19. É estrela Jaina Lee Ortiz, Jason George, Grey Damon, Barrett Doss, Alberto Frezza, Jay Hayden, Okieriete Onaodowan, Danielle Savre, Miguel Sandoval, Boris Kodjoe, Stefania Spampinato, Carlos Miranda, Josh Randall, Merle Dandridge e Pat Healy.
McKee, Shonda Rhimes, Betsy Beers e Paris Barclay servem como produtores executivos da série. A série é produzida pela ShondaLand e ABC Signature, com McKee servindo como a showrunner nas primeiras duas temporadas, Krista Vernoff nas temporadas 3 a 6 e, por fim, Zoanne Clack e Peter Paige na sétima e última temporada.
Em maio de 2017, o spin-off foi encomendado como série pela ABC. Ortiz foi escalada em julho de 2017 e o elenco foi preenchido até outubro. As filmagens da série ocorrem principalmente em Los Angeles.
A primeira temporada de Station 19 começou a ser transmitida em 22 de março de 2018 e contou com 10 episódios. Em 11 de maio de 2018, a ABC renovou a série para a segunda temporada. Em maio de 2019, a série foi renovada para uma terceira temporada, que estreou em 23 de janeiro de 2020. Em março de 2020, a ABC renovou a série para uma quarta temporada, que estreou em 12 de novembro de 2020. Em maio de 2021, a série foi renovada para uma quinta temporada, que estreou em 30 de setembro de 2021. Em janeiro de 2022, a série foi renovada para uma sexta temporada, que estreou em 6 de outubro de 2022. Em abril de 2023, a série foi renovada para uma sétima temporada, que, em dezembro de 2023, foi anunciada como sua última. A última temporada estreou em 14 de março de 2024.

## Premissa
A série segue um grupo de bombeiros heroicos do Corpo de Bombeiros de Seattle na Estação 19 do capitão até o mais novo recruta em suas vidas pessoais e profissionais.

## Elenco e personagens
| Legenda         | Legenda                                                      |
| --------------- | ------------------------------------------------------------ |
| Principal       | Creditado no elenco principal                                |
| Recorrente      | Creditado como convidado (Guest Star) em 4 episódios ou mais |
| Participação    | Creditado como convidado (Guest Star) em até 3 episódios     |
| Does not appear | Personagem ausente                                           |

| Intérprete                    | Personagem                         | Temporadas             | Temporadas             | Temporadas             | Temporadas             | Temporadas             | Temporadas             |
| Intérprete                    | Personagem                         | 1                      | 2                      | 3                      | 4                      | 5                      | 6                      |
| Personagens principais        | Personagens principais             | Personagens principais | Personagens principais | Personagens principais | Personagens principais | Personagens principais | Personagens principais |
| ----------------------------- | ---------------------------------- | ---------------------- | ---------------------- | ---------------------- | ---------------------- | ---------------------- | ---------------------- |
| Jaina Lee Ortiz               | Andrea "Andy" Herrera              | Principal              | Principal              | Principal              | Principal              | Principal              | Principal              |
| Jason George                  | Benjamin "Ben" Warren              | Principal              | Principal              | Principal              | Principal              | Principal              | Principal              |
| Grey Damon                    | Jack Gibson                        | Principal              | Principal              | Principal              | Principal              | Principal              | Principal              |
| Barrett Doss                  | Victoria "Vic" Hughes              | Principal              | Principal              | Principal              | Principal              | Principal              | Principal              |
| Alberto Frezza                | Ryan Tanner                        | Principal              | Principal              | Participação           | Does not appear        | Does not appear        | Does not appear        |
| Jay Hayden                    | Travis Montgomery                  | Principal              | Principal              | Principal              | Principal              | Principal              | Principal              |
| Okieriete Onaodowan           | Dean Miller                        | Principal              | Principal              | Principal              | Principal              | Principal              | Does not appear        |
| Danielle Savre                | Maya Bishop                        | Principal              | Principal              | Principal              | Principal              | Principal              | Principal              |
| Miguel Sandoval               | Pruitt Herrera                     | Principal              | Principal              | Principal              | Participação           | Does not appear        | Does not appear        |
| Boris Kodjoe                  | Robert Sullivan                    | Does not appear        | Principal              | Principal              | Principal              | Principal              | Principal              |
| Stefania Spampinato           | Carina DeLuca                      | Does not appear        | Does not appear        | Recorrente             | Principal              | Principal              | Principal              |
| Carlos Miranda                | Theo Ruiz                          | Does not appear        | Does not appear        | Does not appear        | Recorrente             | Principal              | Principal              |
| Josh Randall                  | Sean Beckett                       | Does not appear        | Does not appear        | Does not appear        | Does not appear        | Recorrente             | Principal              |
| Merle Dandridge               | Natasha Ross                       | Does not appear        | Does not appear        | Does not appear        | Does not appear        | Recorrente             | Principal              |
| Pat Healy                     | Michael Dixon                      | Does not appear        | Does not appear        | Recorrente             | Recorrente             | Participação           | Principal              |
| Personagens recorrentes       |                                    |                        |                        |                        |                        |                        |                        |
| Marla Gibbs                   | Edith                              | Recorrente             | Does not appear        | Does not appear        | Does not appear        | Does not appear        | Does not appear        |
| Brett Tucker                  | Lucas Ripley                       | Recorrente             | Recorrente             | Participação           | Does not appear        | Does not appear        | Does not appear        |
| Brenda Song                   | JJ                                 | Recorrente             | Does not appear        | Recorrente             | Does not appear        | Does not appear        | Does not appear        |
| Leslie Hope                   | Frankel                            | Recorrente             | Does not appear        | Does not appear        | Does not appear        | Does not appear        | Does not appear        |
| Sterling Sulieman             | Grant                              | Recorrente             | Recorrente             | Does not appear        | Does not appear        | Does not appear        | Does not appear        |
| Dermot Mulroney               | Greg Tanner                        | Does not appear        | Recorrente             | Does not appear        | Does not appear        | Does not appear        | Does not appear        |
| Rigo Sanchez                  | Rigo Vasquez                       | Does not appear        | Does not appear        | Recorrente             | Does not appear        | Does not appear        | Participação           |
| Kelly Thiebaud                | Eva Vasquez                        | Does not appear        | Does not appear        | Recorrente             | Does not appear        | Does not appear        | Recorrente             |
| Lachlan Buchanan              | Emmett Dixon                       | Does not appear        | Does not appear        | Recorrente             | Recorrente             | Recorrente             | Does not appear        |
| Jayne Taini                   | Marsha Smith                       | Does not appear        | Does not appear        | Participação           | Recorrente             | Recorrente             | Does not appear        |
| Colleen Foy                   | Inara                              | Does not appear        | Does not appear        | Participação           | Recorrente             | Does not appear        | Does not appear        |
| Jeanne Sakata                 | Nari Montgomery                    | Does not appear        | Does not appear        | Participação           | Recorrente             | Participação           | Does not appear        |
| Robert Curtis Brown           | Paul Montgomery                    | Does not appear        | Does not appear        | Participação           | Recorrente             | Recorrente             | Does not appear        |
| Lindsey Gort                  | Ingrid Saunders                    | Does not appear        | Does not appear        | Does not appear        | Does not appear        | Recorrente             | Does not appear        |
| Alain Uy                      | Captain Pat Aquino                 | Does not appear        | Does not appear        | Does not appear        | Does not appear        | Recorrente             | Does not appear        |
| Natasha Ward                  | Deja Duval                         | Does not appear        | Does not appear        | Does not appear        | Does not appear        | Recorrente             | Does not appear        |
| Barbara Eve Harris            | Ifeya Miller                       | Does not appear        | Participação           | Does not appear        | Participação           | Recorrente             | Does not appear        |
| Jeffrey D. Sams               | Bill Miller                        | Does not appear        | Participação           | Does not appear        | Participação           | Recorrente             | Does not appear        |
| Jennifer Jalene               | Luisa Berrol                       | Does not appear        | Does not appear        | Does not appear        | Does not appear        | Recorrente             | Does not appear        |
| Tricia O'Kelley               | Kitty Dixon                        | Does not appear        | Does not appear        | Does not appear        | Does not appear        | Participação           | Recorrente             |
| Rob Heaps                     | Eli Stern                          | Does not appear        | Does not appear        | Does not appear        | Does not appear        | Does not appear        | Recorrente             |
| Personagens de Grey's Anatomy |                                    |                        |                        |                        |                        |                        |                        |
| Chandra Wilson                | Miranda Bailey                     | Convidada Especial     | Convidada Especial     | Convidada Especial     | Convidada Especial     | Convidada Especial     | Convidada Especial     |
| Ellen Pompeo                  | Meredith Grey                      | Convidada Especial     | Does not appear        | Convidada Especial     | Does not appear        | Does not appear        | Convidada Especial     |
| BJ Tanner                     | William George "Tuck" Bailey Jones | Participação           | Participação           | Participação           | Recorrente             | Participação           | Does not appear        |
| Jake Borelli                  | Levi Schmitt                       | Participação           | Participação           | Participação           | Participação           | Does not appear        | Does not appear        |
| Giacomo Gianniotti            | Andrew DeLuca                      | Does not appear        | Participação           | Does not appear        | Participação           | Does not appear        | Does not appear        |
| Kelly McCreary                | Maggie Pierce                      | Does not appear        | Participação           | Participação           | Does not appear        | Does not appear        | Participação           |
| Jesse Williams                | Jackson Avery                      | Does not appear        | Does not appear        | Recorrente             | Does not appear        | Does not appear        | Does not appear        |
| Jaicy Elliot                  | Taryn Helm                         | Does not appear        | Does not appear        | Participação           | Participação           | Participação           | Participação           |
| Alex Landi                    | Nico Kim                           | Does not appear        | Does not appear        | Participação           | Does not appear        | Does not appear        | Does not appear        |
| Alex Blue Davis               | Casey Parker                       | Does not appear        | Does not appear        | Participação           | Does not appear        | Does not appear        | Does not appear        |
| Greg Germann                  | Thomas "Tom" Koracick              | Does not appear        | Does not appear        | Participação           | Does not appear        | Does not appear        | Does not appear        |
| Caterina Scorsone             | Amelia Shepherd                    | Does not appear        | Does not appear        | Participação           | Participação           | Does not appear        | Participação           |
| Kevin McKidd                  | Owen Hunt                          | Does not appear        | Does not appear        | Participação           | Participação           | Participação           | Does not appear        |
| Kim Raver                     | Teddy Altman                       | Does not appear        | Does not appear        | Participação           | Does not appear        | Participação           | Participação           |
| James Pickens, Jr.            | Richard Webber                     | Does not appear        | Does not appear        | Does not appear        | Recorrente             | Participação           | Does not appear        |
| Niko Terho                    | Lucas Adams                        | Does not appear        | Does not appear        | Does not appear        | Does not appear        | Does not appear        | Participação           |
| Anthony Hill                  | Winston Ndugu                      | Does not appear        | Does not appear        | Does not appear        | Does not appear        | Does not appear        | Participação           |
| Harry Shum Jr.                | Benson "Blue" Kwan                 | Does not appear        | Does not appear        | Does not appear        | Does not appear        | Does not appear        | Participação           |
| Aniela Gumbs                  | Zola Grey Shepherd                 | Does not appear        | Does not appear        | Does not appear        | Does not appear        | Does not appear        | Participação           |

Notas
1. ↑  Okieriete Onaodowan é creditado como principal de 1.01 até 5.05
2. ↑  Boris Kodjoe é creditado como principal de 2.07 em diante. De 2.01 a 2.06 ele é creditado como convidado (Guest Star).
3. ↑  Interpretado por Kenneth Meseroll

## Episódios
| Temporada | Temporada | Episódios | Episódios | Originalmente exibido  | Originalmente exibido |
| Temporada | Temporada | Episódios | Episódios | Estreia da temporada   | Final da temporada    |
| --------- | --------- | --------- | --------- | ---------------------- | --------------------- |
|           | Piloto    | Piloto    | Piloto    | 1 de março de 2018     | 1 de março de 2018    |
|           | 1         | 10        | 10        | 22 de março de 2018    | 17 de maio de 2018    |
|           | 2         | 17        | 17        | 4 de outubro de 2018   | 16 de maio de 2019    |
|           | 3         | 16        | 16        | 23 de janeiro de 2020  | 14 de maio de 2020    |
|           | 4         | 16        | 16        | 12 de novembro de 2020 | 3 de junho de 2021    |
|           | 5         | 18        | 18        | 30 de setembro de 2021 | 19 de maio de 2022    |
|           | 6         | 18        | 18        | 6 de outubro de 2022   | 18 de maio de 2023    |
|           | 7         | ASA       | ASA       | 14 de março de 2024    | ASA                   |

## Produção

### Desenvolvimento
Em 16 de maio de 2017, o chefe da ABC, Channing Dungey, anunciou na apresentação inicial da ABC que a emissora havia dado uma ordem direta para uma série  spin-off de Grey's Anatomy. Stacy McKee, escritora e produtora executiva de Grey's de longo prazo, servirá como showrunner e produtora executiva, com Shonda Rhimes e Betsy Beers também atuando como produtoras executivas. A série, que seria estabelecida em um corpo de bombeiros de Seattle, seguiria a vida de um grupo de bombeiros. Foram encomendados 10 episódios. Ao anunciar a série, Dungey disse: "Ninguém pode envolver os risco que os bombeiros enfrentam na linha do dever com o drama em suas vidas pessoais, como Shonda, e o cenário de assinatura de Seattle de Grey's é o pano de fundo perfeito para este emocionante spin-off". Patrick Moran, presidente da ABC Studios, acrescentou que "falamos [com Shonda] sobre os elementos de Grey's Anatomy que parecem ressoar com o público — narrativa emocional, conexão humana profunda, um ambiente de alto risco e mulheres fortes e capacitadas — e esses elementos serão transferidos para o spin-off". Em julho de 2017, Paris Barclay assinou a série como diretor produtivo e produtor executivo. Em janeiro de 2018, foi anunciado que Ellen Pompeo renovou seu contrato para interpretar Meredith Grey durante a 16ª temporada de Grey's, além de se tornar uma produtor no programa e uma coprodutora executiva do o spin-off. Mais tarde naquele mês, a ABC anunciou que a série seria intitulada Station 19.
Um episódio de Grey's Anatomy, originalmente planejado para o ar no outono de 2017, ao invés de de março de 2018, serviu como episódio piloto da série. O episódio piloto apresenta a introdução da personagem principal do spin-off, Andy Herrera, "como uma história dentro do episódio" e "mostra uma história realmente adorável para Ben, onde seus dois mundos se juntam e vemos sua reação enquanto ele faz a transição de um mundo para o outro".
Em 11 de maio de 2018, a ABC renovou a série para uma segunda temporada. A segunda temporada estreou em 4 de outubro de 2018. Em 19 de outubro de 2018, foi anunciado que a ABC havia encomendado uma temporada completa para a segunda temporada. Em 10 de maio de 2019, a série foi renovada para uma terceira temporada que estreou em 23 de janeiro de 2020. Em 11 de março de 2020, a série foi renovada para uma quarta temporada que estreou em 12 de novembro de 2020. Em 10 de maio de 2021, a ABC renovou a série para uma quinta temporada, que estreou em 30 de setembro de 2021. Em 11 de janeiro de 2022, a ABC renovou a série para uma sexta temporada que estreou em 6 de outubro de 2022. Em 20 de abril de 2023, a ABC renovou a série para uma sétima temporada com Zoanne Clack e Peter Paige atuando como os novos showrunners e produtores executivos, cuja estreia foi programada para 14 de março de 2024. Em 8 de dezembro de 2023, foi anunciado que a sétima temporada seria sua última temporada.

### Escolha do elenco
Em 26 de julho de 2017, Jaina Lee Ortiz foi escolhida como a protagonista. Em setembro de 2017, foi anunciado que Jason George, intérprete do Dr. Ben Warren desde a 6ª temporada de Grey's Anatomy, deixaria a série para se juntar ao spin-off como um personagem regular. Em 6 de outubro, Grey Damon foi escalado como tenente Jack, Jay Hayden como Travis, Okieriete Onaodowan como Dean, Danielle Savre como Maya e Barrett Doss como Victoria. Seguindo Miguel Sandoval como o capitão Pruitt, e Alberto Frezza como o policial Ryan.
Para a segunda temporada, Boris Kodjoe foi escalado para um papel recorrente como Robert Sullivan em julho de 2018, e mais tarde foi promovido a regular da série.  Frezza fez sua última aparição na terceira temporada. Além disso, Stefania Spampinato começou a aparecer como Dra. Carina DeLuca, e Pat Healy começou a aparecer como Michael Dixon. Em julho de 2020, Spampinato foi promovida a regular da série. Sandoval fez sua última aparição na quarta temporada. Carlos Miranda começou a aparecer como Theo Ruiz na quarta temporada e tornou-se regular na quinta temporada. Onaodowan partiu no meio da quinta temporada depois de pedir para sair. Na mesma temporada, Josh Randall e Merle Dandridge começaram a aparecer como Sean Beckett e Natasha Ross, respectivamente, e os dois atores junto com Healy tornaram-se regulares na série na sexta temporada.

### Filmagens
As filmagens da série começaram em 18 de outubro de 2017 e se concluiu em 2 de abril de 2018.[carece de fontes?] As filmagens da série ocorrem principalmente em Los Angeles, filmagens adicionais para a série acontecem em Seattle. A estação em Station 19 é baseada no exterior da Estação 20 de Seattle situada no bairro Queen Anne de Seattle, em Washington.

## Lançamento

### Transmissão
Station 19 estreou pela ABC em 22 de março de 2018. A CTV adquiriu os direitos de transmissão para o Canadá. Em Portugal, a série é transmitida pelo canal Fox Life desde o dia 29 de março de 2018. No Brasil, a série é transmitida pelo Sony Channel desde 20 de agosto de 2018.

## Recepção

### Audiência
| Temporada | Horário (ET)                                         | Episódios | Primeira exibição      | Primeira exibição   | Última exibição    | Última exibição     | Rank | Méd. audiência (milhões) |
| Temporada | Horário (ET)                                         | Episódios | Data                   | Audiência (milhões) | Data               | Audiência (milhões) | Rank | Méd. audiência (milhões) |
| --------- | ---------------------------------------------------- | --------- | ---------------------- | ------------------- | ------------------ | ------------------- | ---- | ------------------------ |
| 1         | Quinta-feira 21h00                                   | 10        | 22 de março de 2018    | 5.43                | 17 de maio de 2018 | 5.10                | 54   | 7.36                     |
| 2         | Quinta-feira 21h00                                   | 17        | 4 de outubro de 2018   | 5.17                | 16 de maio de 2019 | 4.82                | 53   | 7.37                     |
| 3         | Quinta-feira 20h00 (1–12) Quinta-feira 21h00 (13–16) | 16        | 23 de janeiro de 2020  | 7.02                | 14 de maio de 2020 | 5.91                | 29   | 8.52                     |
| 4         | Quinta-feira 20h00                                   | 16        | 12 de novembro de 2020 | 6.59                | 3 de junho de 2021 | 4.90                | 29   | 7.11                     |
| 5         | Quinta-feira 20h00                                   | 18        | 30 de setembro de 2021 | 5.04                | 19 de maio de 2022 | 4.28                | 37   | 6.16                     |
| 6         | Quinta-feira 20h00                                   | 18        | 6 de outubro de 2022   | 4.20                | 18 de maio de 2023 | 3.72                | 41   | 5.24                     |